# Superliga de Turquía 2004-05
La Superliga de Turquía 2004-05 fue la 47.ª temporada del fútbol profesional en Turquía.

## Tabla de posiciones
|                                    |
| Campeón Fenerbahçe SK 16.to título |

## Goleadores
| Jugador            | Equipo         | Nacionalidad       | Goles |
| ------------------ | -------------- | ------------------ | ----- |
| Fatih Tekke        | Trabzonspor    | Turquía            | 31    |
| Alex               | Fenerbahçe     | Brasil             | 24    |
| Hakan Şükür        | Galatasaray    | Turquía            | 18    |
| Mert Nobre         | Fenerbahçe     | Turquía · Brasil   | 18    |
| Zafer Biryol       | Konyaspor      | Turquía            | 18    |
| Jabá               | Ankaraspor     | Turquía · Brasil   | 17    |
| Cenk İşler         | Samsunspor     | Turquía · Alemania | 15    |
| Necati Ateş        | Galatasaray    | Turquía            | 15    |
| Souleymane Youla   | Gençlerbirliği | Guinea Turquía     | 14    |
| John Carew         | Beşiktaş       | Noruega            | 13    |
| Zdravko Lazarov    | Gaziantepspor  | Bulgaria           | 13    |
| Gökdeniz Karadeniz | Trabzonspor    | Turquía            | 12    |